# 切莱-迪马克拉
切莱-迪马克拉（義大利語：Celle di Macra），是意大利库内奥省的一个市镇。总面积30平方公里，人口106人，人口密度3.5人/平方公里（2009年）。ISTAT代码为004060。